# Lyudmila Kondratyeva
Pour les articles homonymes, voir Kondratieva.
Lioudmila Andreïevna Kondratieva (en russe : Людмила Андреевна Кондратьева), née le 11 avril 1958 à Chakhty, dans l'oblast de Rostov, est une ancienne athlète, spécialiste du sprint. Elle fut championne olympique pour l'Union soviétique.
Kondratieva, qui avait commencé par le pentathlon, est la gagnante surprise du 200 m des championnats d'Europe d'athlétisme de 1978 lors desquels, elle remporte aussi l'or en relais 4 × 100 m.
Favorite des Jeux olympiques d'été de Moscou, elle court un 100 m dans un temps de record du monde mais qui ne fut pas officialisé peu avant les jeux. À Moscou, la finale du 100 m est une course très serrée, avec les cinq premières dans le même dixième de seconde. La photo-finish montre que Kondratieva bat Marlies Göhr d'un centième de seconde. Kondratieva se blesse sur cette course et ne peut pas participer au 200 m et au relais 4 × 100 m.
Pour cause de boycott, elle ne peut pas défendre son titre aux Jeux olympiques d'été de Los Angeles. Elle se marie, puis divorce, avec le double champion olympique du lancer du marteau Youri Sedykh.

## Palmarès

### Jeux olympiques
- Jeux olympiques d'été de 1980 à Moscou ( Union soviétique)
  -  Médaille d'or sur 100 m en 11 s 06
- Jeux olympiques d'été de 1988 à Séoul ( Corée du Sud)
  - éliminée en demi-finale sur 100 m
  -  Médaille de bronze en relais 4 × 100 m

### Championnats du monde d'athlétisme
- Championnats du monde de 1983 à Helsinki ( Finlande)
  - 6e en relais 4 × 100 m

### Championnats d'Europe d'athlétisme
- Championnats d'Europe d'athlétisme de 1978 à Prague ( Tchécoslovaquie)
  - 6e sur 100 m
  -  Médaille d'or sur 200 m
  -  Médaille d'or en relais 4 × 100 m

### Championnats d'Europe d'athlétisme en salle
- Championnats d'Europe d'athlétisme en salle de 1980 à Sindelfingen ( Allemagne de l'Ouest)
  -  Médaille de bronze sur 60 m
- Championnats d'Europe d'athlétisme en salle de 1982 à Milan ( Italie)
  - 4e sur 60 m